# Aietes

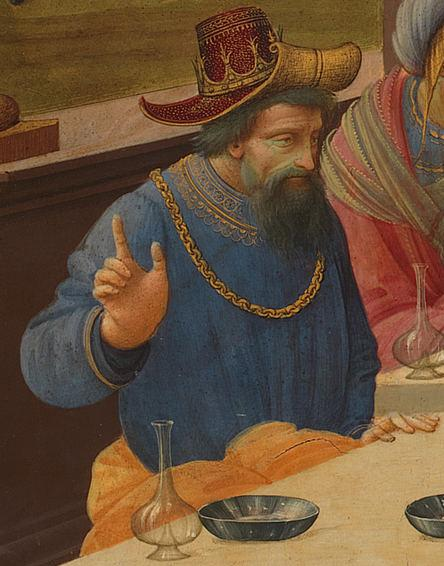
Kung Aietes.

Aietes (grekiska: Αἰήτης) var enligt grekisk mytologi kung i Kolkis och han omtalas i samband med argonauterna och det gyllene skinnet. Aietes var far till Medea, Chalciope och Absyrtos.
Efter Frixos flykt undan sin styvmoder Ino (vilken kostade hans syster Helle livet) offrade han den gyllene väduren till Zeus och gav det gyllene skinnet till kung Aietes, som hängde upp det i en helig lund. 
Jason kräver senare att få skinnet, och Aietes svarar att det blir Jasons om denne kan fånga in och spänna hans eldsprutande tjurar framför plogen och så draktänder i plogfårorna. Med Medeas bistånd lyckas Jason utföra detta. Därpå flyr Medea med Jason. 